# ГЕС-ГАЕС Роттау
ГЕС-ГАЕС Роттау (Мальта Головна) — гідроелектростанція у Австрії, яка є середнім ступенем у гідроенергетичному комплексі Мальта, створеним в провінції Каринтія у східній частині хребта Високий Тауерн, на північ від річки Драва.
Вода із верхів'їв річки Мальта (ліва притока Драви), відпрацьована на верхньому ступені комплексу — ГЕС-ГАЕС Галгенбіхль (Мальта Верхня), потрапляє в однойменне водосховище площею 0,21 км2 та об'ємом 4,4 млн м3 (корисний об'єм 0,52 млн м3). Воно створене двома греблями — бетонною гравітаційною висотою 50 метрів та довжиною 85 метрів і земляною з асфальтовим облицюванням висотою 15 метрів та довжиною 115 метрів. Окрім відпрацьованої на верхньому ступені води до сховища надходить ресурс за допомогою двох дериваційних споруд:
- тунель Мальта Зюд збирає воду струмків, що стікають у Мальту зі східного схилу масиву Ankogelgruppe — Findelkarbach, Preimlbach, Hochalmbach;
- тунель Мальта Норд постачає ресурс із протилежного боку долини Мальти, отримуючи його зі струмків Krumpenbach, Moosbach, Maralmbach, Melnikbach та річки Лізер.
Сховище Галгенбіхль працює як верхній резервуар ГАЕС Роттау, до якої на південь через гірський масив Ankogelgruppe веде дериваційний тунель. Останній на своєму шляху має зв'язок зі ще одним водосховищем Гьосскаршпейхер об'ємом 6,2 млн м3, створеним на струмку Гьоссбах (права притока Мальти) за допомогою земляної греблі висотою 55 метрів та довжиною 260 метрів. До цього сховища за допомогою деривації також надходить ресурс зі струмку Birkofenbach, а дещо нижче від Гьосскаршпейхер до траси основного дериваційного тунелю приєднується допоміжний, що здійснює забір води із потоків Schonangerbach, Samerbach, Ritteralmbach.
Перетнувши гірський масив, тунель на східному боці долини Мьолля (інша ліва притока Драви, яка протікає на захід від долини Мальти) переходить у напірний водовід, що веде до машинного залу станції Роттау. При цьому завдяки описаній схемі забезпечується сукупний напір у 1106 метрів. Основне обладнання станції становлять чотири турбіни типу Пелтон загальною потужністю 730 МВт. Дві з них працюють у складі гідроагрегатів, до яких також входять мотор-генератори та насоси, що забезпечує роботу станції в режимі гідроакумуляції з потужністю 290 МВт.   
Відпрацьована на ГЕС вода надходить до створеного на Мьоллі водосховища Роттау, яке виконує функції нижнього резервуару ГАЕС, а також подає воду через дериваційний тунель на останній ступінь гідровузла — станцію Мьолльбрюкке, розташовану вже в долині Драви.
Зв'язок з енергосистемою відбувається через ЛЕП, що працює під напругою 220 кВ.